# William Crookes
Sir William Crookes OM PRS (/krʊks/; 17; 17 tháng 6 năm 1832 - 4 tháng 4 năm 1919) là một nhà hóa học và vật lý học người Anh đã theo học tại Đại học Hóa học Hoàng gia tại Luân Đôn  và làm việc về quang phổ. Ông là người tiên phong của ống chân không, sáng chế ra ống Crookes được sản xuất vào năm 1875. Năm 1913, Crookes đã phát minh ra ống kính kính râm chặn tia cực tím 100%. Crookes là người phát minh ra máy đo phóng xạ Crookes, ngày nay được sản xuất và bán như một mặt hàng mới lạ. Cuối đời, ông bắt đầu quan tâm đến thuyết tâm linh, và trở thành chủ tịch của Hiệp hội nghiên cứu tâm lý.
Ông là người phát hiện ra nguyên tố Thallium.

## Tiểu sử
Crookes đã có một sự nghiệp là một nhà khí tượng học và giảng viên quyết liệt cho nhiều nghiên cứu và các khóa học. Crookes làm việc trong hóa học và vật lý. Các thí nghiệm của ông là đáng chú ý cho sự độc đáo của thiết kế của họ. Ông thực hiện chúng một cách khéo léo. Lợi ích của anh ấy, bao gồm các vấn đề khoa học và kinh tế thuần túy và ứng dụng, và nghiên cứu tâm thần, khiến anh ấy trở thành một nhân cách nổi tiếng. Ông đã nhận được nhiều danh dự công cộng và học tập. Cuộc sống của Crookes là một trong những hoạt động khoa học không bị gián đoạn.

### Những năm đầu
William Crookes (sau này là Sir William Crookes) sinh ra ở London vào năm 1832, anh cả trong số 16 anh chị em. Cha của ông, Joseph Crookes, là một thợ may giàu có và là nhà đầu tư bất động sản, có nguồn gốc từ miền bắc, vào thời điểm đó sống với người vợ thứ hai, Mary Scott Lewis Rutherford Johnson.
Năm 16 tuổi, Crookes vào Đại học Hóa học Hoàng gia để học ngành hóa hữu cơ. Ở đó, anh trở thành trợ lý cho August Wilhelm von Hofmann, cho phép ông tham dự Viện Hoàng gia, và tại một cuộc họp, Crookes đã gặp Michael Faraday, người đã thuyết phục ông chuyển sang ngành vật lý quang học.
Từ 1850 đến 1854 Crookes đã đảm nhận vị trí trợ lý trong trường đại học, và sớm bắt tay vào công việc ban đầu. Đó không phải là hóa học hữu cơ mà trọng tâm của giáo viên của ông, August Wilhelm von Hofmann, có thể được kỳ vọng sẽ dẫn ông tới, nhưng thành các hợp chất mới của selen. Đây là chủ đề của các bài báo được xuất bản đầu tiên của ông, năm 1851. Ông làm việc với Manuel Johnson tại Đài thiên văn Radcliffe ở Oxford năm 1854, nơi ông đã điều chỉnh sự đổi mới gần đây của nhiếp ảnh giấy sáp với các máy do Francis Ronalds chế tạo để liên tục ghi lại các thông số khí tượng. Năm 1855, ông được bổ nhiệm làm giảng viên hóa học tại Trường Cao đẳng Đào tạo Chester.
Sau cái chết của cha mình, Crookes đã nhận được một khoản thừa kế lớn và mở phòng thí nghiệm vật lý của riêng mình. 
Năm 1856, Crookes kết hôn với Ellen, con gái của William Humphrey ở Darlington. Họ có ba con trai và một con gái. Kết hôn và sống ở London, anh chủ yếu dành cho công việc độc lập. Năm 1859, ông thành lập tờ Tin tức hóa học, một tạp chí khoa học mà ông đã chỉnh sửa trong nhiều năm và thực hiện trên các dòng ít chính thức hơn bình thường cho các tạp chí của các xã hội khoa học.